# Lisa Demetz
Lisa Demetz (* 21. Mai 1989 in Bozen, Südtirol) ist eine ehemalige italienische Skispringerin.

## Werdegang
Lisa Demetz begann im Jahr 2003 mit dem Skispringen und wurde bereits in ihrem Debütjahr italienische Juniorenmeisterin in Pellizzano, dies war zugleich der erste Titelgewinn einer Skispringerin in Italien. Diesen Titelgewinn wiederholte sie in Toblach 2005. Ebenfalls 2005 holte sie den erstmals ausgetragenen Titel auf der Normalschanze bei den Frauen. Seit 2003 startet sie international bei FIS-Wettbewerben, sie debütierte im August 2003 in Bischofshofen beim Springen auf der K70-Schanze auf Rang 29. Der erste Einsatz beim Skisprung-Continental-Cup folgte in der Saison 2004/05 in Park City, wo sie zweimal Elfte wurde. Demetz nahm von da an regelmäßig am Continental Cup teil und konnte im August 2005 in Meinerzhagen mit Platz zwei den ersten Podiumsplatz erobern, im Januar 2006 in Toblach gelang ihr das wieder. Dort feierte sie drei Jahre später auch ihren ersten Sieg vor ihrer Teamkollegin Evelyn Insam und der Norwegerin Line Jahr.
Demetz belegte bei den Nordischen Skiweltmeisterschaften 2009, bei der das Damenskispringen zum ersten Mal ausgetragen wurde, bei schwierigen Bedingungen mit Schneefall und wechselndem Wind Platz 18. Bei der Winter-Universiade 2011 im türkischen Erzurum holte sie den Dritten Platz.
Lisa Demetz wohnt in St. Ulrich in Gröden und war Schülerin der Skihandelsschule Stams.

## Erfolge

### Weltcup-Platzierungen
| Saison  | Platz | Punkte |
| ------- | ----- | ------ |
| 2011/12 | 22.   | 120    |
| 2013/14 | 50.   | 015    |

### Grand-Prix-Platzierungen
| Saison | Platz | Punkte |
| ------ | ----- | ------ |
| 2012   | 35.   | 007    |
| 2013   | 37.   | 027    |

### Continental-Cup-Siege im Einzel
| Nr. | Datum           | Ort     | Typ           |
| --- | --------------- | ------- | ------------- |
| 1.  | 21. Januar 2009 | Toblach | Mittelschanze |

### Continental-Cup-Platzierungen
| Saison  | Platz | Punkte |
| ------- | ----- | ------ |
| 2004/05 | 13.   | 239    |
| 2005/06 | 06.   | 574    |
| 2006/07 | 19.   | 236    |
| 2007/08 | 11.   | 397    |
| 2008/09 | 16.   | 257    |
| 2009/10 | 28.   | 119    |
| 2010/11 | 18.   | 272    |
| 2011/12 | 44.   | 026    |